# Vicovu de Sus
Vicovu de Sus è una città della Romania di 14 718 abitanti, ubicata nel distretto di Suceava, nella regione storica della Bucovina. 
Fa parte dell'area amministrativa anche la località di Bivolăria.
Vicovu de Sus ha ottenuto lo status di città nel 2004.
Già dominio del Monastero di Putna, Vicovu de Sus venne acquistata da Ştefan cel Mare nel 1466.